# Sañoja 1ra. Sección
Sañoja 1ra. Sección är en ort i Mexiko.   Den ligger i kommunen Tila och delstaten Chiapas, i den sydöstra delen av landet, 700 km öster om huvudstaden Mexico City. Sañoja 1ra. Sección ligger 1 090 meter över havet och antalet invånare är 155.
Terrängen runt Sañoja 1ra. Sección är kuperad åt sydost, men åt nordväst är den bergig. Terrängen runt Sañoja 1ra. Sección sluttar söderut. Runt Sañoja 1ra. Sección är det ganska tätbefolkat, med 65 invånare per kvadratkilometer. Närmaste större samhälle är Yajalón, 15,8 km sydost om Sañoja 1ra. Sección. I omgivningarna runt Sañoja 1ra. Sección växer i huvudsak städsegrön lövskog.